# Swerdlowskaja schelesnaja doroga

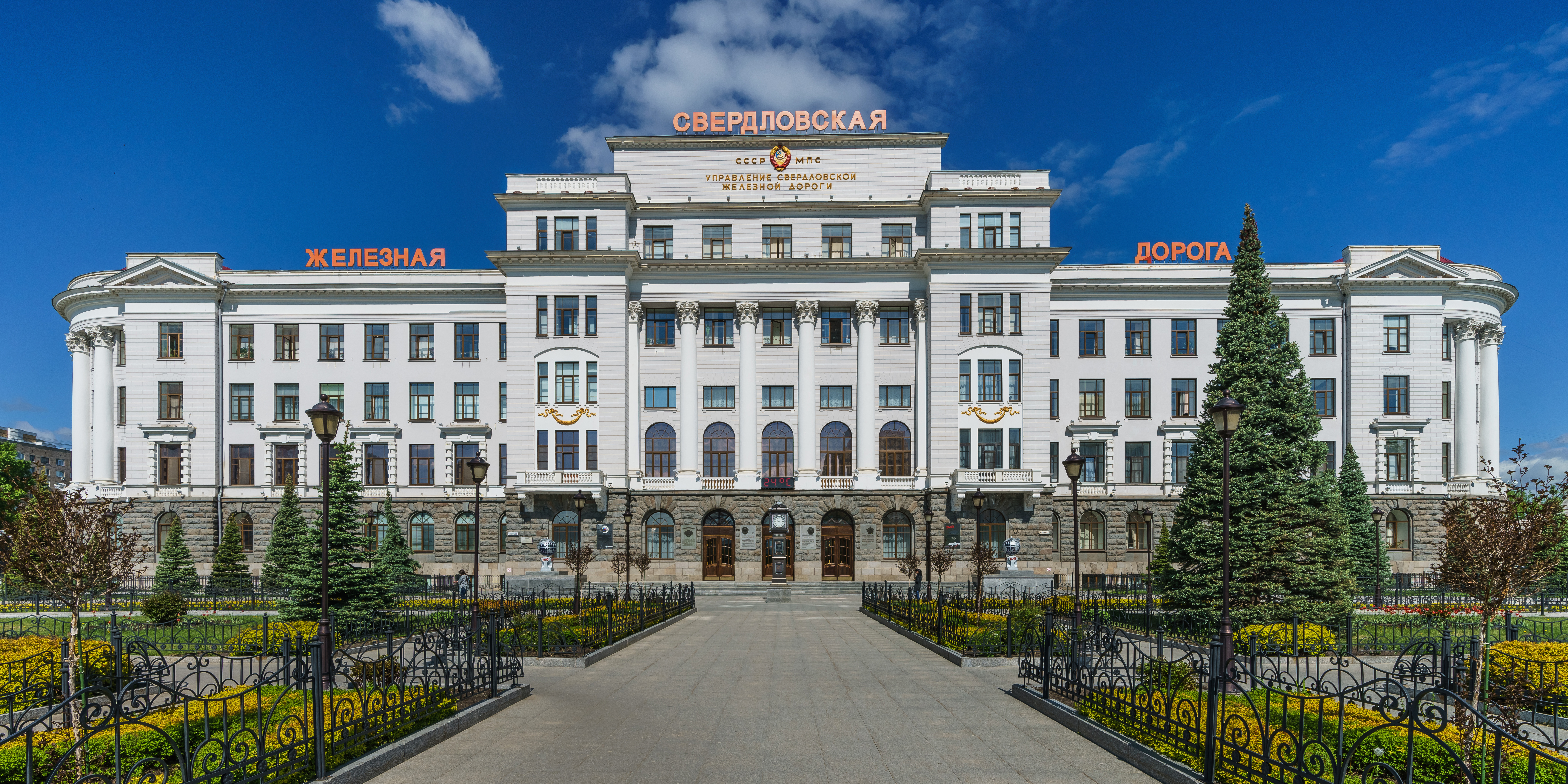
Verwaltungsgebäude (erbaut 1928 im neoklassizistischen Stil) der Swerdlowsker Eisenbahn in Jekaterinburg

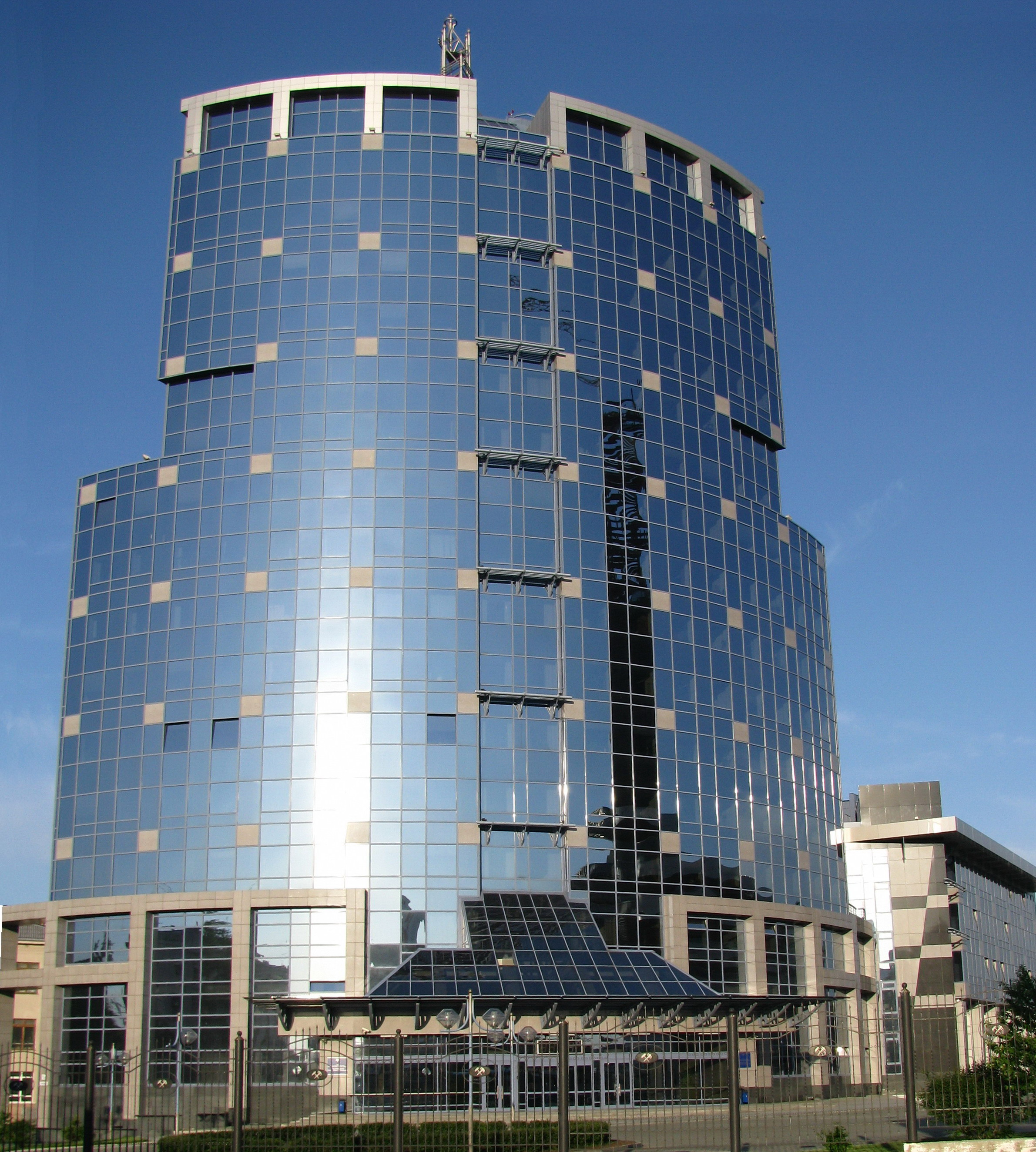
Das Gebäude des Beförderungs-Kontrollzentrums der Swerdlowsker Eisenbahn

Die Swerdlowsker Eisenbahn (russisch Свердло́вская желе́зная доро́га / Swerdlowskaja schelesnaja doroga) ist eine eisenbahnbetrieblich selbständige Filiale bzw. Regionaldirektion der Russischen Staatsbahnen (RŽD). Namensgebend für die Filiale ist die Millionenstadt Jekaterinburg, die von 1924 bis 1991 Swerdlowsk hieß und wo sich der Verwaltungssitz der Direktion befindet.

## Allgemeines
Die Swerdlowsker Eisenbahn betreibt ein insgesamt 9306 Kilometer langes Schienennetz, dessen Einzugsgebiet sich über mehrere Föderationssubjekte Russlands im Bereich des nördlichen und mittleren Uralgebirges erstreckt. Insbesondere wird das gesamte Eisenbahnnetz der Oblaste Swerdlowsk und Tjumen (einschließlich der beiden Autonomen Kreise der Chanten und Mansen und der Jamal-Nenzen) sowie der Region Perm verwaltet, einzelne Strecken der Swerdlowsker Eisenbahn reichen außerdem bis in die Teilrepublik Udmurtien und die Oblast Omsk. Im Westen schließt sich das Swerdlowsker Streckennetz an dasselbige der Gorkier Regionaldirektion an, im Süden an die Südural-Eisenbahn und im Osten an die Westsibirische Eisenbahn. Im Norden reicht das Swerdlowsker Netz teilweise bis hinter den Polarkreis, so der fertiggestellte Abschnitt der Polarkreiseisenbahn nach Nowy Urengoi.
Die Swerdlowsker Direktion ist in fünf Regionalabteilungen gegliedert (Swerdlowsk, Perm, Tjumen, Nischni Tagil und Surgut). Im Jahr 2008 beförderten die Bahnen der Direktion 11,66 Millionen Fahrgäste im Fernverkehr und 41,88 Millionen im Nahverkehr. Im Gütertransport wurden insgesamt 133,3 Millionen Tonnen befördert. Die Mitarbeiterzahl der Direktion betrug knapp 70.000 Personen. Zur Infrastruktur des Schienennetzes gehören insgesamt 47 Hauptbahnhöfe sowie 418 Bahnhöfe und Haltepunkte.

## Geschichte

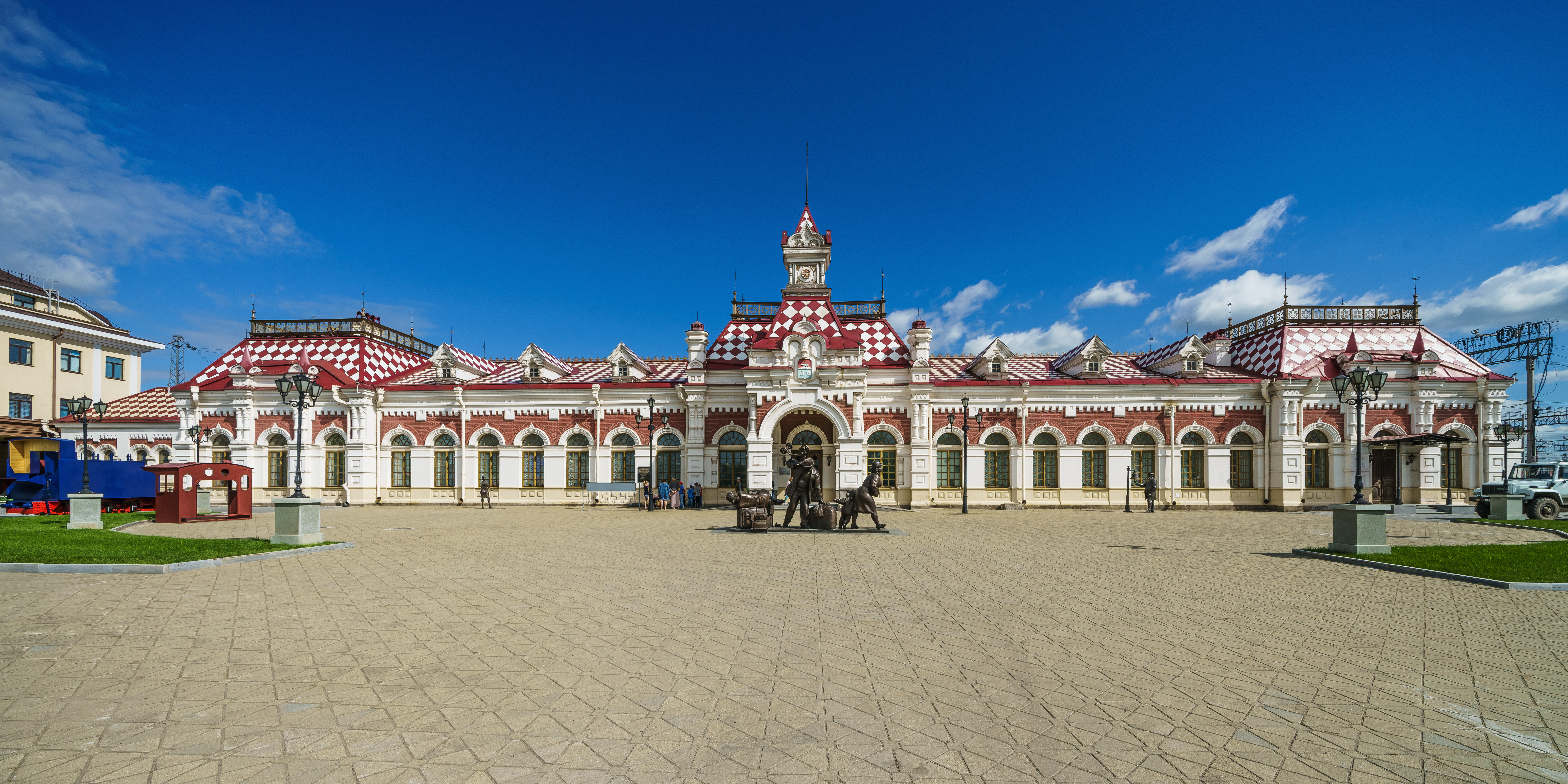
Das alte Bahnhofsgebäude in Jekaterinburg beherbergt heute das Eisenbahnmuseum der Swerdlowsker Direktion

Erste Planungen für den Bau einer Eisenbahnverbindung in der russischen Uralregion gab es in den 1860er-Jahren, als die Region bereits stark industriell geprägt war (unter anderem dank der Demidowschen Eisengießereien). Das endgültige Projekt der ersten Trasse wurde 1872 fertiggestellt, und nach mehreren Jahren Vorbereitungs- und Bauzeit wurde schließlich am 14. Oktober 1878 die rund 700 km lange Strecke Perm – Nischni Tagil – Jekaterinburg in Betrieb genommen. Weitere wichtige Erweiterungen folgten 1885 mit der Fertigstellung der Strecke Jekaterinburg – Tjumen, 1896 mit der Strecke Jekaterinburg – Tscheljabinsk und 1913 mit der Verbindung Tjumen – Omsk.
Zum 1. Januar 1900 fusionierten die Perm-Tjunsener Eisenbahn und Perm-Kotlasser Eisenbahn zur Permer Eisenbahn. Nach der Oktoberrevolution 1917 wurden alle Bahnen des vormaligen Russischen Reichs verstaatlicht, und in das Netz der Permer Eisenbahn wurden die anderen bestehenden Netze des Nord- und Westurals eingegliedert. Die Länge des Streckennetzes betrug mit dem Stand von 1920 insgesamt knapp 4000 km. Von 1939 bis 1953 bestand das heutige Einzugsgebiet der Swerdlowsker Bahn aus der Permer Bahn mit Verwaltungssitz Perm sowie der Kaganowitsch-Bahn (seit 1943 Swerdlowsker Bahn) mit Verwaltungssitz Swerdlowsk. 1953 wurden diese beiden Direktionen zur Swerdlowsker Eisenbahn zusammengefügt, die bis 1992 eine Regionalabteilung der Sowjetischen Staatsbahnen war.
Während der Industrialisierung der Sowjetunion in den 1930er- und 1940er-Jahren entstanden im heutigen Swerdlowsker Netz viele industriell genutzte Abzweige, die vor allem Großbetriebe an das Eisenbahnnetz anbinden. Diese kleineren Güterstrecken sind für das Netz bis heute prägend.